# Theridiosoma chiripa
Theridiosoma chiripa är en spindelart som beskrevs av Rodriques och Ott 2005. Theridiosoma chiripa ingår i släktet Theridiosoma och familjen strålspindlar. Inga underarter finns listade i Catalogue of Life.